# Canton de Bâle-Campagne
Pour les articles homonymes, voir Bâle (homonymie) et Bale.

Logo.

Bâle-Campagne (BL, en allemand : Basel-Landschaft) est l'un des 26 cantons de la Suisse. Son chef-lieu est Liestal.

## Toponymie
En allemand, le nom du canton est « Kanton Basel-Landschaft » ; en italien « Basilea-Campagna » ; en romanche « Basilea-Champagna ».

## Géographie

### Généralités

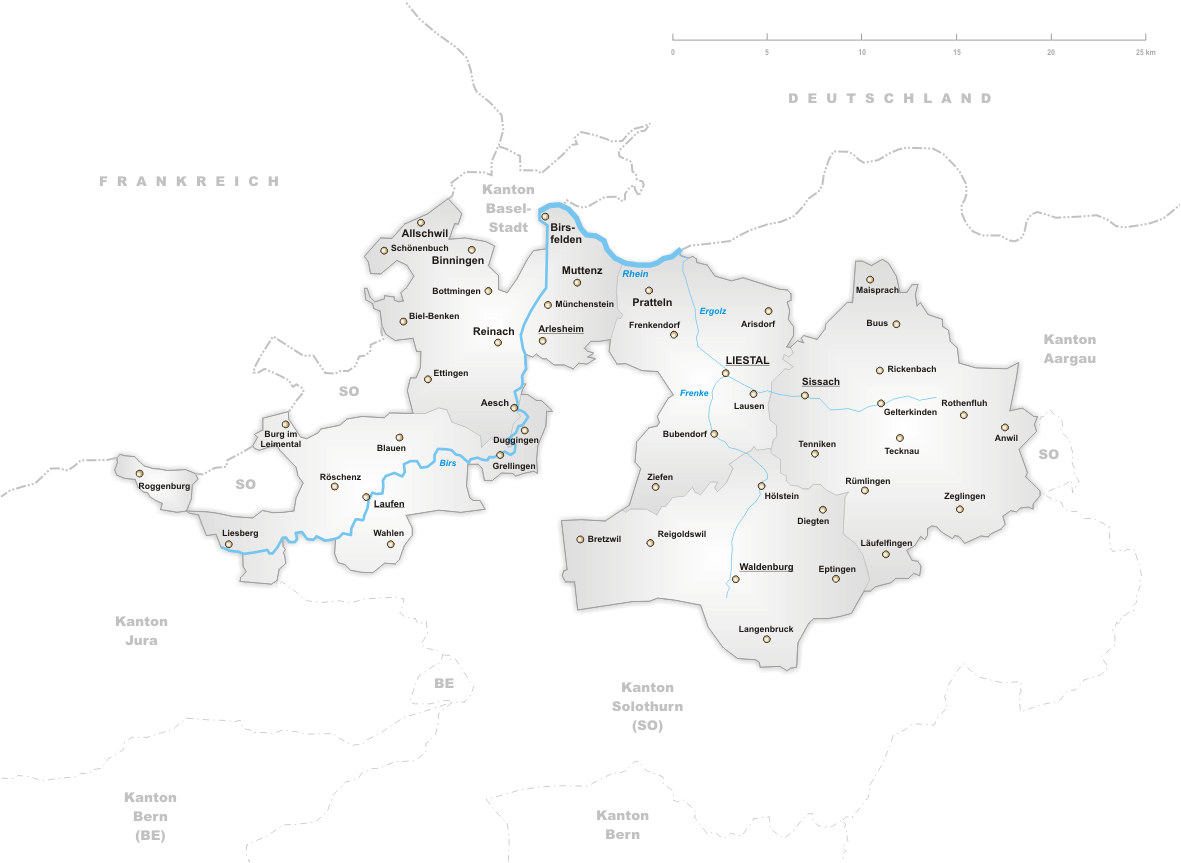
Communes de Bâle-Campagne.

Le canton se trouve au nord-ouest de la Suisse. À quelques exceptions près, il couvre les communes de la vallée de Laufon le long de la Birse ainsi que les communes bordées par l'Ergolz. La forme assez irrégulière du canton est plus due aux circonstances historiques et aux relations entre les agglomérations qu'aux structures naturelles.
Bâle-Campagne est bordé à l'est et au nord-est par le canton d'Argovie et par le Rhin, qui forme une frontière naturelle avec l'Allemagne. Au nord se situe le canton de Bâle-Ville. Au nord-ouest, Bâle-Campagne a une frontière avec la France. Le canton de Soleure fait frontière au sud et possède deux enclaves dans l'ouest du canton de Bâle-Campagne. Pour terminer, le canton du Jura est au sud-ouest.
Le canton culmine au Hinteri Egg, à 1 168 m, et son point le plus bas se trouve à l'embouchure de la Birse dans le Rhin, à Birsfelden (246 m). Avec 517,56 km2, Bâle-Campagne est le neuvième plus petit canton de Suisse.

### Climat
| Données                         | Station           | jan. | fév. | mars | avril | mai  | juin | jui. | août | sep. | oct. | nov. | déc. | année |
| ------------------------------- | ----------------- | ---- | ---- | ---- | ----- | ---- | ---- | ---- | ---- | ---- | ---- | ---- | ---- | ----- |
| Températures moyennes max. (°C) | Rünenberg         | 3    | 4,4  | 8,7  | 12,6  | 17,1 | 20,3 | 22,8 | 22,3 | 18   | 13,3 | 7,2  | 3,9  | 12,8  |
| Températures moyennes max. (°C) | Bâle / Binningen  | 4,5  | 6,4  | 11,2 | 15,2  | 19,6 | 22,9 | 25,3 | 24,7 | 20,3 | 15,2 | 8,7  | 5,2  | 14,9  |
| Températures moyennes min. (°C) | Rünenberg         | −2,2 | −1,6 | 1,6  | 4,3   | 8,5  | 11,6 | 13,7 | 13,6 | 10,4 | 6,8  | 1,8  | -1   | 5,6   |
| Températures moyennes min. (°C) | Basel / Binningen | −1,1 | −0,5 | 2,5  | 5,1   | 9,2  | 12,4 | 14,5 | 14,2 | 10,9 | 7,4  | 2,7  | 0,1  | 6,5   |
| Précipitations (mm)             | Rünenberg         | 53   | 52   | 66   | 78    | 117  | 105  | 113  | 108  | 94   | 82   | 71   | 72   | 1 009 |
| Précipitations (mm)             | Basel / Binningen | 47   | 45   | 55   | 64    | 99   | 86   | 91   | 80   | 78   | 73   | 59   | 66   | 842   |
| Ensoleillement (heures)         | Rünenberg         | 66   | 83   | 123  | 152   | 177  | 196  | 221  | 203  | 152  | 104  | 65   | 50   | 1 591 |
| Ensoleillement (heures)         | Basel / Binningen | 67   | 81   | 119  | 149   | 175  | 196  | 223  | 206  | 150  | 104  | 68   | 52   | 1 590 |
| Source : MétéoSuisse.           |                   |      |      |      |       |      |      |      |      |      |      |      |      |       |

## Histoire
Le demi-canton de Bâle-Campagne est né en 1833 de la partition du canton de Bâle à la suite d'une guerre civile.

## Organisation territoriale
Le canton de Bâle-Campagne  est divisé en 5 districts qui portent tous le nom du chef-lieu :
- District d'Arlesheim ;
- District de Laufon ;
- District de Liestal ;
- District de Sissach ;
- District de Waldenburg.

## Démographie

### Population
Au 31 décembre 2022, le canton de Bâle-Campagne compte 294 417 habitants, soit 3,3 % de la population totale de la Suisse. Il est ainsi le onzième canton suisse le plus peuplé. La densité de population atteint 569 hab/km2, nettement supérieure à la moyenne suisse.
Pour des raisons techniques, il est temporairement impossible d'afficher le graphique qui aurait dû être présenté ici.

### Religion
Les protestants sont légèrement majoritaires et forment 43 % de la population du canton. Le tiers des habitants revendique l'appartenance au catholicisme romain.
Le tableau suivant détaille la population du canton suivant la religion, en 2000 :
| Religion                       | Population | %      |
| ------------------------------ | ---------- | ------ |
| Protestants                    | +111 097,  | +042,8 |
| Catholiques romains            | +83 034,   | +032,  |
| Communautés islamiques         | +11 053,   | +004,3 |
| Chrétiens-orthodoxes           | +03 336,   | +001,3 |
| Catholiques chrétiens          | +01 088,   | +000,4 |
| Communauté de confession juive | +00318,    | +000,1 |
| Aucune appartenance            | +38 167,   | +014,7 |
| Autre                          | +11 281,   | +004,3 |
| Total                          | +259 374,  | +100,  |

Note : les intitulés des religions sont ceux donnés par l'Office fédéral de la statistique ; les protestants comprennent les communautés néo-apostoliques et les témoins de Jéhovah ; la catégorie « Autre » inclut les personnes ne se prononçant pas.

## Culture locale

### Emblèmes
Le canton de Bâle-Campagne a pour emblèmes un drapeau et un blason. Les armoiries de Bâle-Campagne se blasonnent : D’argent à la crosse de Bâle de gueules contournée, le crosseron garni de sept crochets,.

### Langue
La langue officielle du canton est l'allemand.
Le tableau suivant détaille la langue principale des habitants du canton en 2000 :
| Langue                             | Locuteurs | %      |
| ---------------------------------- | --------- | ------ |
| Allemand                           | +226 275, | +087,2 |
| Italien                            | +08 979,  | +003,5 |
| Français                           | +03 822,  | +001,5 |
| Turc                               | +02 931,  | +001,1 |
| Langues slaves de l'ex-Yougoslavie | +02 998,  | +001,2 |
| Albanais                           | +02 562,  | +001,  |
| Espagnol                           | +02 047,  | +000,8 |
| Portugais                          | +01 052,  | +000,4 |
| Romanche                           | +00214,   | +000,1 |
| Autres                             | +08 494,  | +003,3 |
| Total                              | +259 374, | +100,  |